# Gelug
| Tibetische Bezeichnung                               |
| ---------------------------------------------------- |
| Tibetische Schrift: དགེ་ལུགས་པ། དགའ་ལྡན་ལུགས།            |
| Wylie-Transliteration: dge lugs, dga’ ldan lugs      |
| Aussprache in IPA: [geluk, gandɛ̃luk]                 |
| Offizielle Transkription der VRCh: Gêlug, Gandainlug |
| THDL-Transkription: Geluk, Gandenluk                 |
| Andere Schreibweisen: Gelug                          |
| Chinesische Bezeichnung                              |
| Traditionell: 格魯派、黃教                           |
| Vereinfacht: 格鲁派、黄教、格丹派                    |
| Pinyin:Gélǔpài, Huángjiào, Gédān pài                 |

Die Gelug-Schule (auch: Ganden-Tradition) ist die jüngste der vier Hauptschulen (Nyingma, Sakya, Kagyü und Gelug) des tibetischen Buddhismus (Vajrayana). Sie wird auch als Gelbmützen-Schule bezeichnet. Die Anhänger dieser Schule werden als „Gelugpa“ (tib.: dge lugs pa) bezeichnet. Die Gelug-Schule war in ihren Anfängen eher dem reinen Mahayana nahestehend. Das nominelle Oberhaupt der Gelug-Schule ist der „Ganden Thripa“ (tib.: dga' ldan khri pa). Die Gelug-Tradition entwickelte sich zur nach Zahlen bedeutendsten Schule des Buddhismus in Tibet, ab den 1640er Jahren gewann die Gelug-Schule unter dem 5. Dalai Lama und mit der Hilfe des mongolisch-oiratischen Herrschers Gushri-Khan auch politische Dominanz in Tibet bis zur kriegerischen Eingliederung Tibets in die Volksrepublik China.

## Entstehung und Lehren

### Mahayana-Grundlagen
Die Gelug-Schule wird auch als die „Schule der Tugendhaften“ bezeichnet und geht aus der Lehrdarlegung des großen Reformators Tsongkhapa (1357–1419) hervor. Er vertrat die Ideale der Kadam-Schule und strich die Bedeutung der Vinayaregeln heraus. Deshalb legen die Gelug auf Mönchsdisziplin und Zölibat großen Wert. Der Kern der Übertragungen der Gelug liegt in den Lehren der Kadam-Schule, insbesondere in den Mahayana-Lehren Atishas, die Tsongkhapa (1357–1419) von Lehrern der Sakya-, Kagyü- und Nyingma-Schule übermittelt erhielt. Die frühere Kadam-Schule ist als eigenständige Schule nicht erhalten geblieben. Tsongkhapa fasste die Mahayana-Lehren der Philosophen Nagarjuna, Asanga und Dignaga in seinem Werk Lam-rin chen-mo („Große Darlegung des Stufenwegs“) zusammen. Der „Lamrim-Stufenweg zur Erleuchtung“ ist bis auf den heutigen Tag die Grundlage des von den Gelugpa gelehrten Erleuchtungsweges.

### Tantrische Lehren

Kalachakra Mantra

Auch die Lehren des Kalachakra-Tantra sind in der Gelug-Schule von großer Bedeutung. Es ist neben der Praxis auf Yamantaka, Chakrasamvara und Guhyasamaja eine der tantrischen Hauptübertragungen der Gelug. Durch die Jahrhunderte wurden aber auch verschiedene tantrische Lehren aus den anderen Hauptschulen übernommen, unter anderem zum Beispiel die „Sechs Yogas von Naropa“. Zu diesen Lehren hatte bereits Tsongkhapa einen grundlegenden Kommentar verfasst, der in allen Schulen des tibetischen Buddhismus aufgrund der umfassenden Abhandlung des Themas geschätzt wird. Auch verschiedene andere Mahamudra-Lehren aus der Kagyü- und Sakya-Schule sowie verschiedene tantrischen Lehren der Nyingma werden von der Gelug-Schule weitergegeben. Vereinzelt finden sich auch Anhänger des Dzogchen, vermutlich seit der Zeit des 5. Dalai Lama, Ngawang Lobsang Gyatsho.

### Bedeutende Klöster

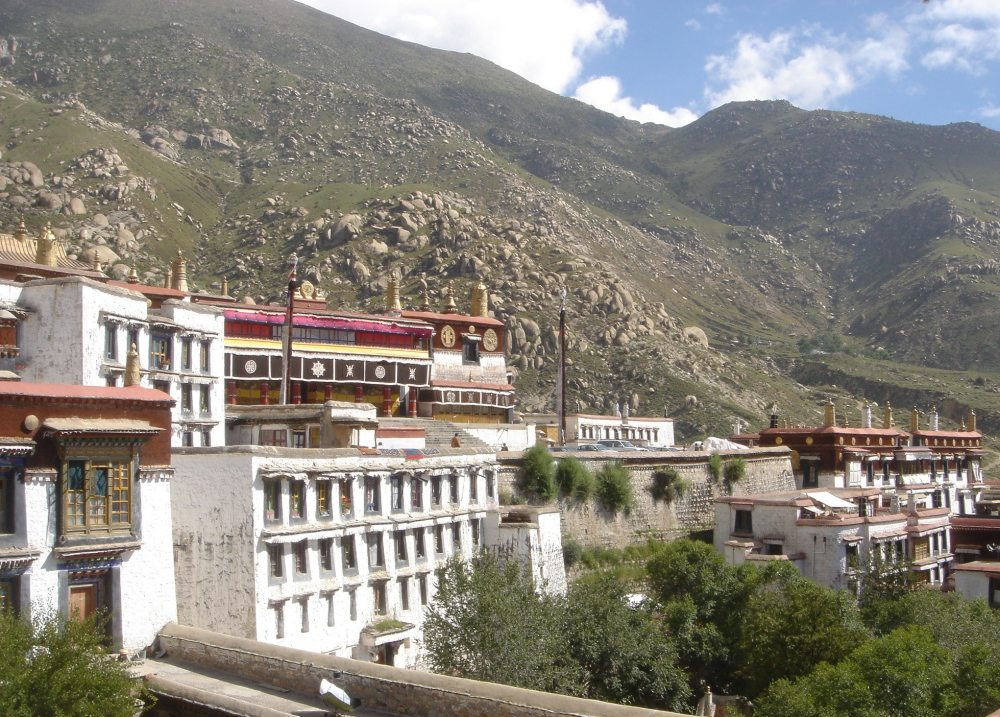
Kloster-Universität Drepung

1409 gründete der Mönch Tsongkhapa die Kloster-Anlage Ganden bei Lhasa, die sein Hauptsitz wurde. Bedeutende Schüler des Tsongkhapa gründeten in der Folgezeit weitere bedeutende Kloster-Anlagen. 1416 gründete Jamyang Chöje Trashi Pelden bei Lhasa Drepung, 1419 wurde die Anlage Sera gegründet. Die drei Kloster-Anlagen Ganden, Drepung und Sera werden oft als die bedeutendsten Klöster der Gelug-Schule bezeichnet. Ganden, Drepung und Sera sind jeweils ein Zusammenschluss mehrerer eigenständiger Klöster. So setzt sich Ganden aus zwei (Shartse, Jangtse), Sera aus drei (Jay, May, Ngakpa) und Drepung aus vier eigenständigen Klöstern (Loseling, Gomang, Gakpa, Deyang) zusammen. Die jeweils eigenständigen Klöster (tibetisch gwra tshang) ergeben zusammen die drei „Sitze“ (tibetisch gdan sa) Ganden, Drepung und Sera. Jede der eigenständigen Kloster-Universitäten hat seine eigene Versammlungshalle, administrative Strukturen, Lehrbücher und interne Unterteilungen in regionale Häuser (tibetisch khang tshan, v), in denen jeweils Mönche aus einer bestimmten Region untergebracht sind. Die drei Sitze haben jeweils einen verwaltenden Rat, der sich aus verschiedenen Repräsentanten der Klöster und Regionalhäuser sowie aus früheren und amtierenden Äbten zusammensetzt.
1447 gründete Gendün Drub, der postum als 1. Dalai Lama anerkannt wurde das Trashilhünpo-Kloster in Samzhubzê, das später Hauptsitz der jeweiligen amtierenden Penchen Lamas wurde und als das viertwichtigste Kloster der Tradition gilt. Das Untere Tantra-Kolleg (Gyüme) wurde 1440, das Obere Tantra-Kolleg (Gyutö) 1474 gegründet.
Tsongkhapa selbst hatte nie politische Ambitionen, er floh, als er von einem Abgesandten des chinesischen Kaisers nach China eingeladen werden sollte. Trotz seiner klaren Absage an Politik und Macht wurden später die drei Klöster Ganden, Drepung und Sera nach Übernahme der politischen Macht in Tibet durch die Gelug zu den „drei Säulen des Staates“. Ob die spätere Vereinigung von „Staat und Kirche“ innerhalb des Gelug-Ordens immer zum Wohl des tibetischen Volkes (und der anderen Schulen) ausgeübt wurde, wird von den Anhängern der verschiedenen Schulen unterschiedlich bewertet. Machtpolitische Verwerfungen spielen aber, im Vergleich mit den aus Europa historisch bekannten Exzessen, eine wohl untergeordnete Rolle.
Aufgrund politischer Spannungen im indischen Exil entstanden 2008 in Bylakuppe (Serpom Thösam Norling Datsang) und Mundgod (Shar Gaden Nampar Gyalwä Ling), beide im Staat Karnataka, zwei neue Großklöster der Gelug-Tradition.

## Oberhaupt und Bedeutende Lehrer
Das Oberhaupt der Gelug-Schule ist der Ganden Thripa, der von den Klöstern gewählt wird und als „Thronhalter von Ganden“ die Nachfolge Tsongkhapas symbolisiert. Tsongkhapa übergab vor seinem Tod seinen Zeremonienhut und seine Mönchsroben an seinen Lieblingsschüler Gyeltshab Je Dharma Rinchen und begründete damit die Tradition des Amtes. Das Amt des Ganden Thripa ist im Gegensatz zu vielen anderen Titeln im tibetischen Buddhismus nicht an das System der Trülkus (Reinkarnationen früherer buddhistischer Gelehrter) oder an Erbfolge gebunden. Die Amtszeit beträgt sieben Jahre. Der gegenwärtige 104. Ganden Thripa ist seit 2017 Jangtse Choeje Rinpoche Lobsang Tenzin.

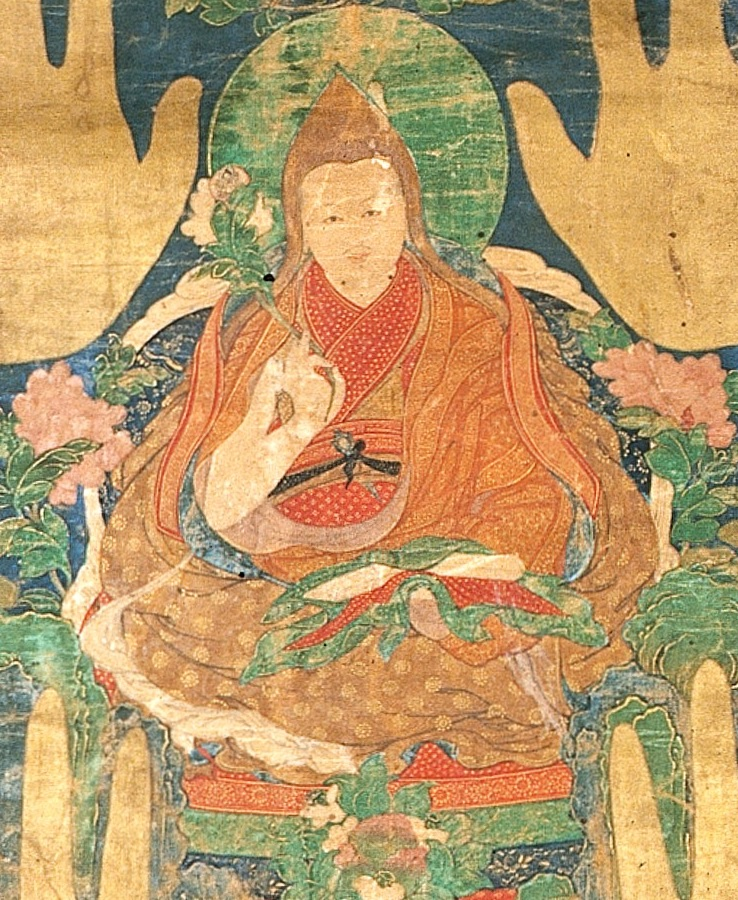
Darstellung des Sönam Gyatsho, dem ersten Träger des Titels des Dalai Lamas, der ihm vom mongolischen Herrscher Altai Khan gegeben wurde

Weitaus bekannter als das Amt des Ganden Thripa ist der Titel des Dalai Lama. Sönam Gyatsho (1543–1588), der Abt des Trashilhünpo-Klosters und anerkannten Reinkarnation (Trülku) des verstorbenen Abtes von Drepung, Gendün Gyatsho, wurde 1577 von Altan Khan, dem Oberhaupt der Tümed-Mongolen an seinen Hof eingeladen, wo Sönam Gyatsho öffentlich lehrte und den Khan zum Buddhismus bekehrte. Altan Khan verlieh ihm den Titel des Dalai Lama (Dalai = mongolisch für Ozean). Postum wurde seinen beiden vorigen Reinkarnationen, Gendün Drub und Gendün Gyatsho ebenfalls der Titel des Dalai Lama gegeben, sodass Sönam Gyatsho heute als der 3. Dalai Lama bezeichnet wird. Die Reinkarnationslinie der Dalai Lamas wird bis heute fortgeführt. Zeitweise waren die jeweiligen Reinkarnationen auch die weltlichen Herrscher über Tibet.

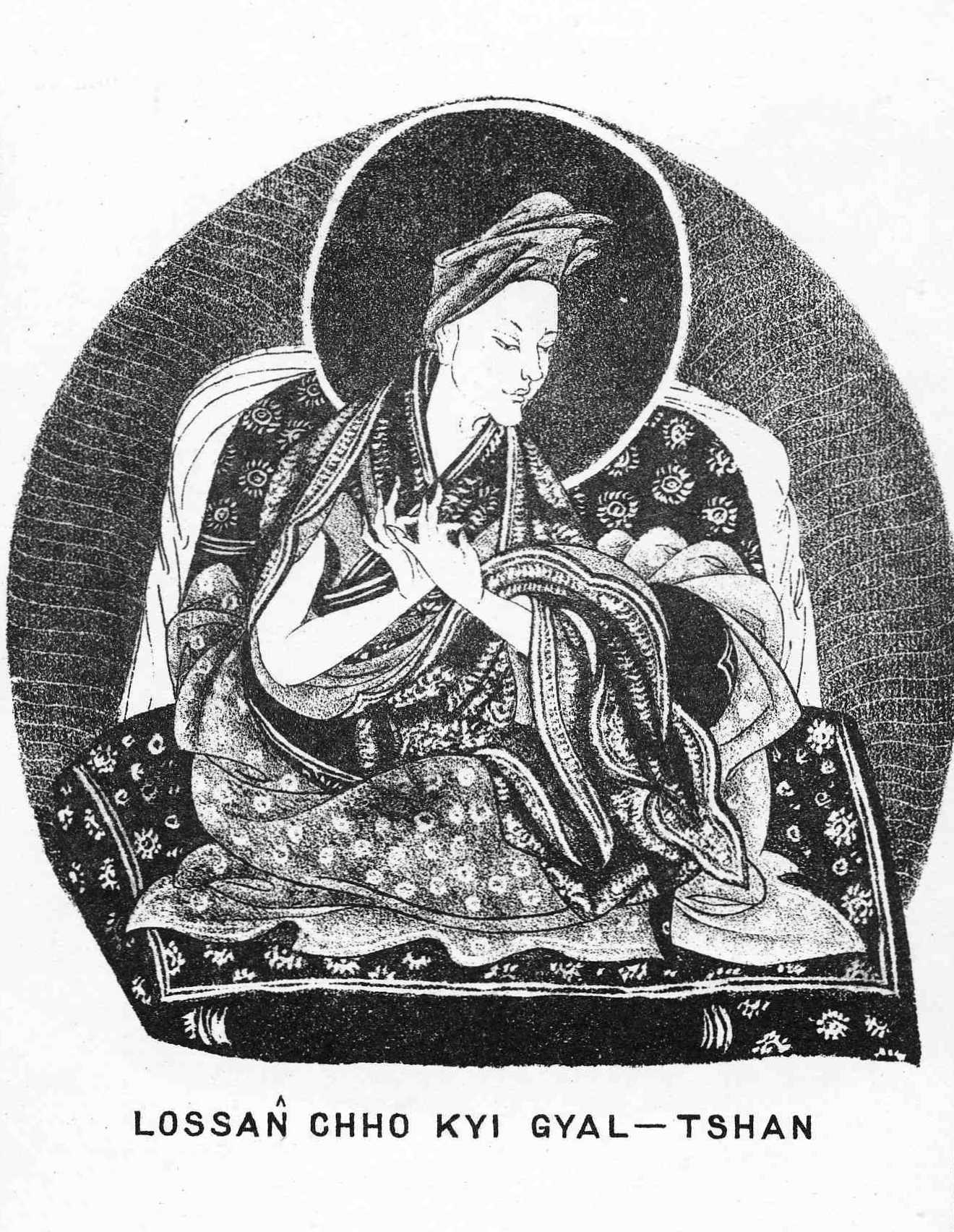
Darstellung des Lobsang Chökyi Gyeltshen, des ersten Träger des Titels Penchen Lama

Eine weitere bedeutende Reinkarnationslinie ist die der Penchen Lamas. Lobsang Chökyi Gyeltshen, der Lehrer des 4. Dala Lama und 5. Dalai Lama und Lama des Trashilhünpo-Klosters wurde aufgrund seiner Gelehrsamkeit Panchen (großer Pandit) genannt. Vom 5. Dalai Lama wurde ihm dieser Titel offiziell verliehen und auch auf seine Vorgänger übertragen, sodass Lobsang Chökyi Gyeltshen als der 4. Penchen Lama gezählt wird.
Ein weiterer bedeutender Trülku ist der Khalkha Jetsün Dampa im Buddhismus in der Mongolei.
In Deutschland lebt Loden Sherab Dagyab, ein hochrangiger Gelugpa-Lama, der bereits seit 1966 an der Universität Bonn arbeitete und seit 1984 buddhistische Unterweisungen gibt sowie buddhistische Zentren betreut.

## Rime
Im 19. Jahrhundert entstand unter den Meistern Jamyang Khyentse Wangpo, Jamgön Kongtrül Lodrö Thaye und Orgyen Choggyur Lingpa die „Rime-Bewegung“, die gruppenübergreifende Lehren aus allen Gegenden Tibets und von Meistern aller Traditionen sammelte, auch um Konkurrenz (Sektierertum) unter den tibetischen Schulen zu verhindern. Dieser Bewegung schlossen sich auch verschiedene Gelugpa-Lamas an. Der derzeitige Dalai Lama (Tenzin Gyatso), selbst Halter vieler Übertragungen der anderen Schulen, betont immer wieder die Wichtigkeit einer nichtsektiererischen Einstellung gegenüber allen Schulen.

## Verbreitung
Neben dem tibetomongolischen Kulturraum (Tibet, Mongolei, Burjatien, Kalmückien, Tuva) sind Gelug-Gemeinschaften auch in Amerika und Europa anzutreffen. Ein Schwerpunkt der Verbreitung dieser Tradition in Europa liegt in der Schweiz, wo sich viele tibetische Flüchtlinge angesiedelt haben, aber auch in Deutschland und Österreich gibt es Gelug-Gemeinschaften.